# Голубев, Василий Васильевич
Василий Васильевич Голубев (15 июня 1925, Медвежье, Костромская губерния — 31 августа 1985, Ленинград) — советский художник, живописец, член Ленинградской организации Союза художников РСФСР.

## Биография
Василий Васильевич Голубев родился 15 июня 1925 года в деревне Медвежье в крестьянской семье. В 1938 году окончил начальную среднюю школу в городе Солигалич и приехал в Ленинград.
В 1941 году, окончив строительное училище, добровольцем ушёл в Красную Армию. В январе 1942 был зачислен в авиашколу в Омске, затем учился там же в танковой школе. С марта 1944 — механик-водитель 2-го запасного танкового полка в Нижнем Тагиле. В 1945 году тяжело заболел, лечился в госпитале в Нижнем Тагиле, затем в Ленинграде. Демобилизовался как инвалид войны.
В 1948 году поступил в ленинградское Художественно-педагогическое училище на Таврической улице, 35, которое окончил в 1952 году с присвоением квалификации художника, преподавателя рисования и черчения. После окончания училища жил на пособие инвалида Великой Отечественной войны и договора с Комбинатом живописно-оформительского искусства. В начале 1960-х начал регулярно участвовать в выставках, экспонируя свои работы вместе с произведениями ведущих мастеров изобразительного искусства Ленинграда. Писал, пейзажи, натюрморты, реже — жанровые композиции и портреты. В 1964 был принят кандидатом в члены Ленинградской организации Союза художников РСФСР по рекомендации художников Бориса Угарова, Ярослава Николаева и Михаила Грачёва. В 1966 был переведён из кандидатов в члены Союза художников по секции живописи.
Наибольшую известность, а затем и признание получил за лирические пейзажи. В скромных, порой обыденных, но глубоко правдивых образах русской деревни добивался редкой проникновенности и высокого поэтического звучания. Живописная манера Василия Голубева самобытна и очень индивидуальна, вызывает некоторые ассоциации с искусством постимпрессионизма. Позднее, в 1970—1980-е годы, письмо становится более обобщённым и эмоционально окрашенным, экспрессионистским, с элементами примитивизма. Автор картин «Деревня Путятино» (1957), «Лошади» (1962), «Весенняя гроза», «Ладожка» (обе 1963), «Лето», «У изгороди» (обе 1964), «Зимний этюд» (1966), «Весенний ручей» (1968), «Голубой день» (1971), «Золотая Русь», «Лето» (обе 1972), «Геологи» (1976), «Зелёные просторы», «Осенняя жатва» (обе 1977), «Зелёное озеро», «Летняя страда», «В северном краю», «Голубые просторы» (все 1980) и др. Персональная выставка в Ленинграде (1991).
Скончался 31 августа 1985 года в Ленинграде на 61-м году жизни; похоронен на Южном кладбище.
Произведения В. В. Голубева находятся в музеях и частных собраниях в России, США, Германии, Украине, Японии, Италии и других странах.

## Выставки
- 1964 год (Ленинград): Ленинград. Зональная выставка.
- 1970 год (Ленинград): Выставка произведений ленинградских художников, посвящённая 25-летию победы над фашистской Германией.
- 1972 год (Ленинград): По Родной стране. Выставка произведений ленинградских художников.
- 1974 год (Ленинград): Весенняя выставка произведений ленинградских художников.
- 1975 год (Ленинград): Наш современник. Зональная выставка произведений ленинградских художников.
- 1976 год (Ленинград): Портрет современника. Пятая выставка произведений ленинградских художников.
- 1976 год (Москва): Изобразительное искусство Ленинграда.
- 1977 год (Ленинград): Выставка произведений ленинградских художников, посвящённая 60-летию Великого Октября.
- 1980 год (Ленинград): Зональная выставка произведений ленинградских художников.
- 1991 год (Ленинград): Выставка произведений Василия Голубева, (1925—1985) в залах Ленинградской организации Союза художников РСФСР.

## Комментарии
1. ↑  Деревня Медвежье Солигаличского уезда[3] ныне входит в состав Солигаличского сельского поселения в Солигаличском районе Костромской области.
2. ↑  В ряде источников местом рождения указывается деревня Муровиво Высоковского сельсовета Солигаличского района[4][5]. По-видимому, имеется искажённое написание деревни Муравьёво аналогичного административного подчинения, находившейся примерно в 4 км восточнее деревни Медвежье[6]; деревня Муравьёво к настоящему времени не сохранилась — урочище в Солигаличском районе[7].
3. ↑  Указание в ряде источников на принадлежность места рождения к Ярославской области[8][9] объясняется вхождением Солигаличского района в состав Ярославской области в период с 31 марта 1936 по 13 августа 1944 года
4. ↑  По другим данным — в 1951 году[2].